# Ángel Di María
Ángel Fabián di María Hernández, argentinski nogometaš, * 14. februar 1988, Rosario, Argentina.
Igra za italijanski klub Juventus in je član argentinske nogometne reprezentance. Na olimpijskih igrah v Pekingu leta 2008 je v finalu moškega turnirja zabil zmagoviti gol, s katerim je reprezentanca osvojila zlato olimpijsko medaljo.